# RR Coronae Borealis
RR Coronae Borealis är en halvregelbunden variabel av SRB-typ i stjärnbilden Norra kronan. 
Stjärnan har magnitud som varierar mellan +7,3 och 8,2 med en period på 60,8 dygn. 